# Pedro Molina Mazariegos
Pedro Molina Mazariegos (ur. 29 kwietnia 1777 w Gwatemali, zm. 22 września 1854 w Gwatemali) – lekarz, wykładowca uniwersytecki, dziennikarz, zarządca Gwatemali, najpierw jako Jefe Político Superior de la Provincia de Guatemala od 19 września 1823 do 16 października 1824, później jako Jefe Supremo del Estado de Guatemala od sierpnia 1829 do marca 1830.

## Życiorys
Urodził się 29 kwietnia 1777 w Gwatemali. Studiował nauki humanistyczne u José Antonio Goicoechea, franciszkanina, wybitnego naukowca na Królewskim i Papieskim Uniwersytecie św. Karola Boromeusza (Real y Pontificia Universidad de San Carlos Borromeo) i w 1794 uzyskał bakalaureat. W 1798 ukończył medycynę, a w 1802 chirurgię. Mianowany chirurgiem batalionu Fijo, udał się do Granady, gdzie przebywał w latach 1803-1813. 9 lutego 1804 ożenił się per procura z Marią Dolores Bedoya, z którą miał ośmioro dzieci.
Prowadził katedrę medycyny na uniwersytecie św. Karola Boromeusza. Doktoryzował się na tym wydziale w 1817, a w 1820 został mianowany naczelnym lekarzem Królestwa (Protomédico del Reino).
24 lipca 1820 założył El Editor Constitucional pierwszą prywatną gazetę w Ameryce Środkowej, która 27 sierpnia 1821 zmieniła tytuł na El Genio de la Libertad (Geniusz Wolności). Promował w niej autonomię i powszechną edukację, bronił wolności handlu i równouprawnienia Indian. Molina należał do frakcji znanej jako Los Cacos, która popierała niepodległość prowincji Ameryki Środkowej. Był ważnym uczestnikiem przygotowań tzw. Plan Pacífico de Independencia (sierpień 1821), którego kulminacją było ogłoszenie 15 września 1821 niepodległości od Hiszpanii. Wraz z innymi liberalnymi przywódcami, José Francisco Barrundią i José Francisco Córdovą sprzeciwiał się unii z Cesarstwem Meksyku, co z kolei popierali gwatemalscy konserwatyści.
29 marca 1823 wydano dekret o zwołaniu pierwszego Kongresu kraju. Molina został wybrany na posła, a 1 lipca 1823 został wybrany przez Zgromadzenie Konstytucyjne na prezydenta Triumwiratu Zjednoczonych Prowincji Ameryki Środkowej (Triunvirato de las Provincias Unidas del Centro de América). Oprócz niego w skład triumwiratu weszli Juan Vicente Villacorta i Antonio Rivera Cabezas. Po rozwiązaniu triumwiratu Molina powrócił do Zgromadzenia Konstytucyjnego, gdzie odegrał niemałą rolę w uchwaleniu konstytucji, która została wydana 22 listopada 1824.
Brał również udział w opracowaniu konstytucji Salwadoru proklamowanej w grudniu 1823.
W 1825 został mianowany pierwszym przedstawicielem dyplomatycznym w Ameryce Środkowej i podpisał traktat Convención de Unión, Liga y Confederación Perpetuas, na mocy którego kraje hiszpańsko-amerykańskie zobowiązały się do rozwiązywania sporów na drodze pokojowej i do niewypowiadania wojny z żadnej przyczyny. W 1826 wraz z kanonikiem Antonio de Larrazábal, został mianowany przedstawicielem na Kongres Panamski, zwołany dla krajów hiszpańsko-amerykańskich przez Simóna Bolívara.
W 1829 roku został ministrem spraw zagranicznych. W sierpniu 1829 został wybrany na przywódcę państwa gwatemalskiego, jednak oskarżono go przed Kongresem federalnym i na początku 1830 został usunięty z urzędu. Mimo że Sąd Najwyższy uwolnił go od zarzutów, nie mógł już wrócić na stanowisko. W 1831 r. został mianowany ministrem spraw zagranicznych w rządzie prezydenta federalnego Francisco Morazána. W 1833 r. został mianowany przez głowę państwa gwatemalskiego, Mariano Gálveza, prezesem Akademii Nauk.
W 1839 udał się na emigrację do Salwadoru, gdzie od 1840 do 1844 był członkiem kongresu stanowego. Tam też w 1843 opublikował powieść El Loco – gorzką refleksję nad ludzką naturą i krytyczną analizę idei, wartości i postaw w świecie.
Po powrocie do Gwatemali, poświęcił się nauczaniu medycyny, był też dziekanem Wydziału Lekarskiego, założycielem i pierwszym prezesem Towarzystwa Lekarskiego oraz współtwórcą miesięcznika tego towarzystwa. W 1847 został wybrany na deputowanego do Kongresu Stanowego. Należał do opozycji Rafaela Carrery, z tego powodu w maju 1848 spędził 17 dni w więzieniu. Po uwolnieniu został mianowany przewodniczącym Zgromadzenia Ustawodawczego. Po powrocie Carrery z wygnania ukrywał się przez jakiś czas, a następnie zrezygnował z pełnienia jakichkolwiek funkcji publicznych.
Zmarł w Gwatemali 22 września 1854.

## Dzieła
- Cartilla del ciudadano, Gwatemala, 1825
- El Loco, Salwador, 1843
- Ideas de Derecho Público presentadas a los alumnos de jurisprudencia de Guatemala, Gwatemala, 1847
- Memorias acerca de la Revolución de Centro América, desde el año 1820, hasta el de 1840 (autorstwo przypisywane Molinie)